# Момс Мабли
Лоретта Мэри Эйкен (англ. Loretta Mary Aiken), известная как Джеки «Момс (Мамочка)» Мабли (англ. Jackie "Moms" Mabley, 19 марта 1894[…] или 19 марта 1897, Бревард, Северная Каролина — 23 мая 1975[…], Уайт-Плейнс, Нью-Йорк) — американская стендап-комик и актриса.

## Биография
Родилась в Северной Каролине 19 марта 1894 года в семье из шестнадцати детей владельца магазина. Её подростковые годы были тяжелыми — она дважды подвергалась сексуальному насилию, в результате чего родила двух детей в 11 и в 13 лет, которые были отданы в приемные семьи В возрасте 14 лет, заручившись поддержкой бабушки, Эйкен сбежала из дома в Кливленд, штат Огайо, где присоединилась к передвижному менестрель-шоу. Спустя год после этого, её отец погиб во время несчастного случая, а спустя ещё пару лет умерла и мать, попав под грузовик.
С началом своей карьеры в качестве исполнительницы и комика в различных ночных клубах, она взяла себе псевдоним Джеки Мабли, в честь своего бывшего бойфренда. В 1921 году она совершила каминг-аут, сообщив, что она лесбиянка. Тему ЛГБТ она также часто использовала в своих последующих комедийных номерах.
В 1950-е годы сформировался её новый стендап-образ мамочки (Moms) — беззубой неряшливой афроамериканки в домашнем платье с цветочным принтом и в шляпе с широкими полями. В 1960-е годы Мабли неоднократно появлялась в различных телевизионных шоу, а в 1962 году выступила с концертом в Карнеги-холл. В 1974 году на съёмках фильма «Удивительная Грейс» (единственного в её карьере) у Мабли случился сердечный приступ, после которого ей был установлен кардиостимулятор Спустя год, 23 мая 1975 года, она скончалась от сердечно недостаточности, и была похоронена на кладбище Фернклифф в штате Нью-Йорк..
В начале 1980-х Вупи Голдберг, начинавшая в то время свою карьеру в качестве комика, использовала в своих выступлениях образ Момс Мабли. В 2019 году Ванда Сайкс исполнила роль Мабли в заключительном эпизоде третьего сезона сериала «Удивительная миссис Мейзел».